# Ala Siliana
Die Ala Siliana [civium Romanorum] [bis torquata] [bis armillata] (deutsch Ala des Silius [der römischen Bürger] [zweimal mit Torques ausgezeichnet] [zweimal mit Armilla ausgezeichnet]) war eine römische Auxiliareinheit. Sie ist durch Militärdiplome und Inschriften belegt.

## Namensbestandteile
- Siliana: des Silius. Einer der ersten Kommandeure der Einheit war vermutlich ein Silius, nach dem die Ala benannt wurde. Als mögliche Namensgeber werden verschiedene Personen in Betracht gezogen; John Spaul hält C. Silius Aviola für am wahrscheinlichsten.

- civium Romanorum: der römischen Bürger. Den Soldaten der Einheit war das römische Bürgerrecht zu einem bestimmten Zeitpunkt verliehen worden. Für Soldaten, die nach diesem Zeitpunkt in die Einheit aufgenommen wurden, galt dies aber nicht. Sie erhielten das römische Bürgerrecht erst mit ihrem ehrenvollen Abschied (Honesta missio) nach 25 Dienstjahren. Der Zusatz kommt in Militärdiplomen und Inschriften vor.

- bis torquata: zweimal mit Torques ausgezeichnet. Der Zusatz kommt in der Inschrift (AE 1930, 92) vor. In den Inschriften (AE 1939, 81, CIL 3, 5775, CIL 3, 5776) wird die Einheit als torquata bezeichnet.

- bis armillata: zweimal mit Armilla ausgezeichnet. Der Zusatz kommt in der Inschrift (AE 1930, 92) vor. In der Inschrift (AE 1939, 81) wird die Einheit als armillata bezeichnet.

Da es keine Hinweise auf den Namenszusatz milliaria (1000 Mann) gibt, war die Einheit eine Ala quingenaria. Die Sollstärke der Ala lag bei 480 Mann, bestehend aus 16 Turmae mit jeweils 30 Reitern.

## Geschichte
Die Ala war in den Provinzen Africa proconsularis, Germania, Pannonia und Dacia Porolissensis (in dieser Reihenfolge) stationiert. Sie ist auf Militärdiplomen für die Jahre 78 bis 165 n. Chr. aufgeführt. Tacitus erwähnt die Einheit in seinen Historiae (Buch I, Kapitel 70 und Buch II, Kapitel 17).
Die Einheit wurde vermutlich unter Augustus aufgestellt. Ihre Soldaten wurden anfänglich wohl aus den verschiedenen Stämmen der Gallier rekrutiert, da Reitereinheiten der Gallier oft nach einem ihrer ersten Kommandeure benannt wurden. Die Ala diente zunächst als berittene Leibwache des Proconsuls in Africa. Um 69 ist sie in Oberitalien nachgewiesen, wo sie auf der Seite von Vitellius am Bürgerkrieg des Vierkaiserjahrs teilnahm.
Unter Vespasian wurde sie in die Provinz Germania verlegt, wo sie durch ein Diplom nachgewiesen ist, das auf 78 datiert ist. In dem Diplom wird die Ala als Teil der Truppen (siehe Römische Streitkräfte in Germania) aufgeführt, die in der Provinz stationiert waren.
Die Ala wurde zwischen 78 und 83 in die Provinz Pannonia verlegt. Der erste Nachweis der Einheit in der Provinz beruht auf einem Diplom, das auf 83 datiert ist. In dem Diplom wird die Ala als Teil der Truppen (siehe Römische Streitkräfte in Pannonia) aufgeführt, die in der Provinz stationiert waren. Weitere Diplome, die auf 84 bis 119 datiert sind, belegen die Einheit in derselben Provinz (bzw. ab 110 in Pannonia inferior).
Zu einem unbestimmten Zeitpunkt zwischen 119 und 133 wurde die Ala in die Provinz Dacia Porolissensis verlegt. Der erste Nachweis der Einheit in Dacia Porolissensis beruht auf einem Diplom, das auf 133 datiert ist. In dem Diplom wird die Ala als Teil der Truppen (siehe Römische Streitkräfte in Dacia) aufgeführt, die in der Provinz stationiert waren. Weitere Diplome, die auf 151 bis 165 datiert sind, belegen die Einheit in derselben Provinz.

## Standorte
Standorte der Ala in Dacia Porolissensis waren (zum Teil möglicherweise):
- Kastell Gilău, wo sie vermutlich als Stammeinheit, spätestens in der zweiten Hälfte des zweiten Jahrhunderts diente.[6][7][8]
- Cluj-Napoca: Ziegel mit dem Stempel AL S wurden in Cluj-Napoca gefunden.[3]

Standorte der Ala in Pannonia waren möglicherweise:
- Alta Ripa

## Angehörige der Ala
Folgende Angehörige der Ala sind bekannt:

### Kommandeure
| - Aur(elius) Marcellus, ein Präfekt (AE 1991, 1350) - Brutti[us]: er wird auf dem Diplom von 83 als Kommandeur genannt. - Claudius Paternus Clementianus, ein Präfekt - Gaius Aurelius Atilianus: er wird auf zwei Diplomen von 164 als Kommandeur genannt. - Lucius Valerius Firmus, ein Präfekt | - M(arcus) Iunius Iunianus, ein Präfekt (AE 1991, 1351) - Marcus Ulpius Andromachus, ein Präfekt - Marcus Vettius Latro, ein Präfekt - T(itus) Seni[] Rusticus: er wird auf dem Diplom von 119 als Kommandeur genannt. |

### Sonstige
| - []inius Verecundus, ein Veteran und ehemaliger Duplicarius (CIL 3, 848) - Acilius Dubitatus, ein Soldat: eines der Diplome von 164 (RMD 1, 64) wurde für ihn ausgestellt. - Arruntius, ein Reiter (CIL 3, 840) - Aurel(ius) Carinus, ein Cornicularius (CIL 3, 7651) - Aur(elius) (F)abius, ein Signifer (CIL 3, 847) - Casu[], ein Soldat: das Diplom von 119 wurde für ihn ausgestellt. - Sex(tus) Valerius Saturninus, ein Decurio (CIL 3, 845) | - Sex(tus) Veturius, ein Veteran (CIL 8, 25646) - Sittius M[ar]inus, ein Reiter (CIL 8, 6707) - Ti(berius) Claudius Macer, ein Veteran (AE 1972, 696) - T(itus) Ae(lius) Paulus, ein Veteran und ehemaliger Decurio (CIL 3, 846) - Turco, ein Soldat: das Diplom von 83 wurde für ihn ausgestellt. - Ulp(ius), ein Reiter (CIL 3, 7801) - Ulp(ius) [Satu]rninus, ein Reiter (CIL 3, 849) |